# Euphorbia quinquecostata
Euphorbia quinquecostata là một loài thực vật có hoa trong họ Đại kích. Loài này được Volkens mô tả khoa học đầu tiên năm 1899.